# Linia tramwajowa ul. Bytomska – Elewator Ewa
Linia tramwajowa ul. Bytomska – Elewator Ewa – służbowa linia tramwajowa, która funkcjonowała od 1955 r. do przełomu lat 1963 i 1964 r. na terenie Portu morskiego Szczecin, na wyspie Łasztownia, na dzisiejszym osiedlu Międzyodrze-Wyspa Pucka. Infrastruktura linii była w pełni niezależna od szczecińskiego systemu tramwajowego. Operatorem linii był zarząd portu.

## Historia
W związku z koniecznością zapewnienia transportu pracowników portu z ulicy Bytomskiej (na południu wyspy Łasztownia) do elewatora Ewa (zlokalizowanego w północnej części wyspy), zarząd szczecińskiego portu podjął decyzję o uruchomieniu linii tramwajowej. W tym celu postanowiono wykorzystać istniejącą infrastrukturę kolejową. Zarząd portu wybrał jeden z niezelektryfikowanych torów kolejowych i wydzierżawił go od jego zarządcy, PKP. W ramach przygotowań do otwarcia linii tramwajowej unieruchomiono wszystkie zwrotnice na trasie i odkupiono od szczecińskiego MPK trzy wagony tramwajowe typu Herbrand. Nie zdecydowano się na montaż nad torem sieci trakcyjnej. Problem zasilania taboru rozwiązano poprzez montaż w każdym z tramwajów baterii 250 akumulatorów o napięciu 400 V. Ładowanie akumulatorów odbywało się co 4-6 godzin na przystanku końcowym przy elewatorze Ewa. W 1961 r., z powodu trudności związanych z awariami akumulatorów i koniecznością ich częstego ładowania, tramwaje typu Herbrand wycofano i zastąpiono jednym tramwajem typu L, otrzymanym od MPK. Tramwaj zasilany był z umieszczonej w przyczepce prądnicy, napędzanej silnikiem spalinowym o mocy 60 kW. Na przełomie lat 1963/1964 linia tramwajowa została zlikwidowana z powodu problemów z układem hamulcowym tramwaju.

## Linia
| Linia | Trasa                                                                  | Częstotliwość [min]                           | Przystanki |
| ----- | ---------------------------------------------------------------------- | --------------------------------------------- | ---------- |
| –     | ulica Bytomska ↔ Elewator Ewa Magazyn nr 44 – Nabrzeże Czechosłowackie | 10 lub 20 min (szczyt) 60 min (poza szczytem) | 2          |

## Tabor
| Typ      | Lata eksploatacji | Opis                                                                             | Liczba wagonów |
| -------- | ----------------- | -------------------------------------------------------------------------------- | -------------- |
| Herbrand | 1955–1961         | Wagony zakupione jako używane od MPK Szczecin. Wyposażone w napęd akumulatorowy. | 3              |
| L        | 1961–1963/1964    | Wagon otrzymany od MPK Szczecin jako używany. Wyposażony w napęd spalinowy.      | 1              |